# إيمانويل نيتو
إيمانويل نيتو مواليد 15 مايو 1984 في لواندا، هو لاعب كرة سلة أنغولي. مثّل منتخب بلاده. شارك في بطولة كأس العالم لكرة السلة سنة 2006.

## روابط خارجية
- إيمانويل نيتو على موقع الاتحاد الدولي لكرة السلة (الإنجليزية)
- إيمانويل نيتو على موقع الاتحاد الدولي لكرة السلة (الإنجليزية)
- إيمانويل نيتو على موقع كرة السلة الأوروبية.كوم (الإنجليزية)
- إيمانويل نيتو على موقع كلية كرة السلة في سبورتس رفرنس.كوم (الإنجليزية)
- إيمانويل نيتو على موقع ريلجم (الإنجليزية)
- إيمانويل نيتو على موقع بروبوليرز (الإنجليزية)